# 山崎國紀
山崎 國紀（やまさき くにのり、1933年11月4日 - ）は、日本近代文学研究者、花園大学名誉教授。

## 略歴
- 1933年 - 島根県益田市生まれ
- 1960年 - 立命館大学文学部日本文学科卒業
- 1962年 - 立命館大学大学院修士課程修了
- 1963年 - 洛南高等学校教諭
- 1969年 - 立命館大学講師（定年まで継続）
- 1975年 - 種智院大学講師
- 1978年 - 大阪外国語大学講師
- 1982年 - 花園大学教授
- 1983年 - 日本文芸家協会会員
- 1984年 - 日本近代文学会評議員
- 1985年 - 花園大学教務部長兼図書館長
- 1991年 - 「森鴎外 基層的論究」で立命館大学・文学博士
- 1991年 - 島根県立益田高等学校創立80周年講演会（県立市民会館）に於いて記念講演
- 1992年 - 花園大学文学部長
- 1994年 - 日本文芸学会常任理事
- 1998年 - ドナルド・キーン日本文学研究奨励賞選考委員
- 2004年 - 名誉教授
- 2005年 - 横光利一文学会代表
- 2007年 - 『評伝　森鷗外』（大修館書店）を上梓した。この著作は鷗外没後80年余続いた鷗外史の枠組みを大改組したのをはじめ、多くの新資料と新見を提示し、従来からの鷗外研究を大きく前進させた記念碑的な大著である。
- 2010年 - 放送大学「特別講義」（森鴎外研究）の講師を2回にわたって担当する。

## 著書
- 『森鴎外 〈恨〉に生きる』講談社現代新書 (1976)
- 『横光利一論 飢餓者の文学』北洋社 (1979) のち和泉書院
- 『磯部浅一と二・二六事件 わが生涯を焼く』河出書房新社 (1989)
- 『森鴎外—基層的論究』八木書店 1989
- 『鴎外森林太郎』人文書院 (1992)
- 『近代文学にみる天理教』天理教道友社（道友社ブックレット）1993
- 『鴎外の三男坊 森類の生涯』三一書房 (1997)
- 『鴎外 成熟の時代』和泉書院（近代文学研究叢刊）1997
- 『森鴎外の手紙』大修館書店 (1999)
- 『評伝森鴎外』大修館書店 (2007)
- 『思索する湯川秀樹』世界思想社 (2009)
- 『知られざる文豪 直木三十五:病魔・借金・女性に苦しんだ「畸人」』ミネルヴァ書房 (2014)

### 編著
- 森峰子『森鴎外・母の日記』三一書房 (1985)
- 『自殺者の近代文学』世界思想社 (1986)
- 『森鴎外を学ぶ人のために』世界思想社 (1994)